# 7717 Tabeisshi
7717 Tabeisshi è un asteroide della fascia principale. Scoperto nel 1997, presenta un'orbita caratterizzata da un semiasse maggiore pari a 2,4351085 UA e da un'eccentricità di 0,2816218, inclinata di 6,02114° rispetto all'eclittica.